# Vadzim Pabudzej
Vadzim Aljaksandravič Pabudzej (in bielorusso Вадзім Аляксандравіч Пабудзей?; Vostraŭ, 17 dicembre 1994) è un calciatore bielorusso, centrocampista del Tarpeda-BelAZ e della nazionale bielorussa.

## Carriera

### Club
Ha giocato nella prima divisione dei campionati bielorusso e kazako.

### Nazionale
Ha giocato nella nazionale bielorussa Under-21.
L'8 ottobre 2021 esordisce in nazionale maggiore nella sconfitta per 2-0 contro l'Estonia.

## Palmarès

### Club

#### Competizioni nazionali
- Coppa di Bielorussia: 1

Tarpeda-BelAZ: 2022-2023
- Supercoppa di Bielorussia: 1

Tarpeda-BelAZ: 2024